# Сицилійський захист (фільм)
«Сицилійський захист» (рос. «Сицилианская защита») — російський радянський повнометражний кольоровий художній фільм, поставлений на Кіностудії «Ленфільм» у 1980 році режисером Ігорем Усовим.
Прем'єра фільму в СРСР відбулася в травні 1981 року.

## Зміст
Метод захисту через напад називають «Сицилійським захистом». Саме цей спосіб застосовує бандит і злодій, який разом зі своїми спільниками полює за унікальними антикварними речами, щоб потім їх контрабандою переправити за кордон. На його слід виходять правоохоронці, але їм доведеться докласти всіх зусиль, щоб дізнатися, хто він, цей невловний злочинець.

## Ролі
- Микола Волков-молодший — Віктор Іванович Стрильцов, підполковник, начальник третього відділу ОБХСС
- Олександр Самойлов — Андрій Миколайович Панов, старший лейтенант міліції
- Олександр Абдулов — Євген Борисович Волков, співробітник музею
- Надія Павлова — Зіна Лебедіва, балерина
- Владлен Давидов — Андрій Миколайович Панкратов, генерал міліції
- Тетяна Канаєва — Галя Панова, співробітниця ДАІ
- Артем Іноземцев — В'ячеслав Віталійович Ступін
- Юрій Башков — Володимир Пилипович Рязанов, співробітник міліції
- Олександр Пашутін — Звягінцев
- Валерій Кузін — Юрій Сергійович Красиков, полковник міліції з відділу внутрішніх розслідувань
- Тетяна Іванова — Людмила Василівна Снегина, експерт
- Ірина Губанова — Яніна Станіславівна Гронская, експерт музею
- Валентин Нікулін — Михайло Олексійович Лебідєв
- Людмила Шагалова — Ганна Павлівна Лебідєва, співробітниця служби швидкої допомоги
- Павло Кадочников — Андріан Костянтинович, директор музею

## В епізодах
- Олена Андерегг — співробітниця музею
- В'ячеслав Васильєв — Сергій Валерянович, експерт-криміналіст
- Олександр Жданов — співробітник скляного заводу
- Олександр Момбелі — директор скляного заводу
- Ніна Тер-Осіпян — Віолетта Сергіївна, начальниця служби викликів швидкої допомоги
- Володимир Труханов — Іполит Федієвич, співробітник фінчасті УВС
- Віктор Терехов — співробітник митниці
- В'ячеслав Гордієв — Слава, партнер Зіни Лебідєвої
- У виставі «Жизель» беруть участь солісти балету Великого театру Союзу СРСР Надія Павлова, В'ячеслав Гордієв

## Знімальна група
- Автори сценарію — Павло Грахов, Юзеф Принців
- Режисер-постановник — Ігор Усов
- Оператор-постановник — Володимир Іванов
- Художник-постановник — Ігор Вускович
- Композитор — Ольга Петрова
- Звукооператор - Наталія Аванесова
- Режиссёр — Лідія Духнцька
- Оператор — В. Амосенко
- Монтаж - Тетяна Шапіро
- Художник по костюмах - Валентина Жук
- Грим - Л. Стамбирськой
- Декоратор - Лариса Смелова
- Комбіновані зйомки:
  - Оператор - Георгій Сенотов
  - Художник - Н. Кривошеєв
- Художник-фотограф - М. Льоля
- Асистенти:
  - режисера - В. Ситник, Г. Товстих, Ю. Кравцов
  - оператора - В. Григор'єв, Г. Мурашов
  - монтажера - Раїса Лисова
- Консультанти - Б. Т. Шумилін, В. І. Кокушкин.
- Редактор - М. Баскакова
- Постановка трюків - Дмитра Шулькіна
- Оркестр академічного Малого театру опери та балету та інструментальна група «Мост»
  - Диригент - Аркадій Штейнлухт
- Адміністративна група - М. Вербицька, Володимир Каліш, А. Чичерін
- Директор картини - Володимир Семенець